# 장목면
장목면(長木面)은 대한민국 경상남도 거제시의 면이다. 장목면은 1012년 고려 현종  3년 장문포(長門浦)라 하였는데, 이는 장목만이 깊숙히 들어와 대문같고 1470년 조선 성종 원년에 ‘장목포진’을 두었으므로 장목면이라 하였다. 임진왜란 장문포(場門浦) 해전이 이곳에서 벌어졌다.

## 연혁

### 장문포
1012년 고려 현종 3년 기성현 때 ‘장문포’라 칭하고 특수행정령의 공동체인 부곡 제도에 따라 ‘하청부곡’에 속하였다. 1271년 원종 12년 왜구의 침범으로 하청부곡의 인물은 모두 거창현에 속하는 가조현으로 피난갔다가 1422년 조선 세종 4년 옛터로 돌아왔다. 1432년 세종 14년 거제현 관하에 칠면을 두었는데 하청면에 속하였다.
1656년(효종 7)년에 통제사 유혁연이 임금의 명을 받고 거제도의 지형과 민심을 살핀 나머지 장계를 올려 장목포진을 세워두고 전선 1척, 병선 1척, 사후선 1척에 무관 종9품인 별장이 수비케 했다.
진영에는 군관이라 불리는 장교가 7인, 민심을 수습하며 사무를 맡았던 진무가 7인, 관인을 보관하고 날인하던 지인이 2명, 신부름을 맡았던 사령이 4인이 있었고, 해상전을 할 수 있는전선이 한척 있었다.
진영에 딸린 장교인 기패관이 5인, 통역에 능하고 의술에 능하며 천문지리에 밝은 도훈도가 1인, 죄인을 다스렸던 좌우포도가 2인, 활을 취급하고 쏘는 사부가 18인, 화포를 취급하던 화포수가 10명, 총을 취급하던 포수가 24명, 배의 키와 돛을 취급하던 선원이 3명, 노를 젓는 능노군이 120명, 이 있었고, 병선에는 선장 1인, 사부 10명, 포수 10명, 타공 1명, 능노군 14명, 사후선에는 타공이 1명, 능노군 4명, 이 탔는데 숭정기미동립지(崇禎己未冬立誌)에는 사후선이 1척인데, 나중에 1척이 더 있다고 기록했다. 장목진영에는 만호군정이 249명이라는 병력이 주둔하였다.
장목포진은 1656년(효종 7)년 당시에는 ‘진’(陣)으로 세웠다가, 1712년 (숙종 19)년에 ‘진’(鎭)을 창설하면서 장목포진에 별장으로 첨절제사(무관 종 3품)로 하여금 수비케 했다.
지방유형문화재 제189호로 지정하였다. 율포보는 성을 쌓고 임진왜란 후 1664년 현종 5년 동부면 가배량의 옛 우수영으로 옮겼다가 1688년 숙종 14년 율포로 옮겨 ‘율포진’이라 하였다.

### 구율포
1769년 영조 45년 이곳을 ‘구율포’라 하였다. 1769년 영조 45년 방리 개편으로 현재의 장목면에 하청면의 장목, 저도, 황포, 유포, 구영등, 농소포, 저포, 구율포, 대금산, 시방과 연초면의 이물도, 외포 등 12방이 있었다.

### 외포면
1889년 고종 26년 리제(里制) 개편으로 하청면의 율천, 대금, 시방, 장목, 관포, 송진, 황포, 구영, 상유, 하유, 저도, 농소, 궁농, 두모와 연초면의 외포 등 15리로 개편하였다. 1895년 고종 26년 5월 26일 ‘외포면’을 신설하여 하청면의 율천, 율리, 대금, 시방과 연초면의 이물도, 외포, 덕상, 덕하, 덕포 등 9리를 관할하였다.

### 장목면
1909년 대한제국 융희 3년 6월 25일 외포면을 폐지하고 장목면을 신설하였으며, 외포면의 덕상, 덕하, 덕포는 이운면에 편입하고 하청면의 장목, 관포, 두모, 송진, 황포, 구영, 상유, 하유, 저도, 농소, 궁농과 외포면의 율천, 율리, 대금, 시방, 이물도, 외포 등 모두 17리를 관할하였다. 1915년 6월 1일 장목, 관포, 송진포, 농소, 유호, 구영, 율천, 대금, 시방, 외포 등 10리 통합되었다.
1967년 8월 12일 장목면 외포출장소를 설치하여 시방, 외포의 2리에 이수, 시방, 흥남, 상포, 외포, 소계, 대계 등 7행정리를 관할하였는데 서목이 분리되어 8개 행정리가 되었다.

## 행정 구역
- 율천리(栗川里)
- 유호리(柳湖里)
- 송진포리(松眞浦里)
- 농소리(農所里)
- 시방리(矢方里)
- 외포리(外浦里)
- 구영리(舊永里)
- 관포리(冠浦里)
- 대금리(大錦里)
- 장목리(長木里)

## 관광
- 대금산
- 농소몽돌해수욕장
- 김영삼 대통령 생가
- 거제 장문포 왜성
- 거제 구영등성
- 거제 구율포진성
- 저도 청해대
- 장목진 객사

## 교육
- 외포초등학교 (외포리)
  - 이수분교 (폐교) - 이수도길 10 (시방리)
- 장목초등학교 (장목리)
  - 유호분교 (폐교) - 유호3길 12 (유호리)
- 대금초등학교 (폐교) - 옥포대첩로 1375 (율천리)
- 외포중학교
- 장목중학교

## 어항
- 장목항
- 외포항

## 특산물
- 양파
- 멸치
- 대구
- 조개류